# Tổng giáo phận Marseille
Tổng giáo phận Công giáo La Mã của Marseille (tiếng Latin: Archidioecesis Massiliensis; tiếng Pháp: Archidiocèse de Marseille) là một tổng giáo phận đô thị của Nghi thức Latinh của Giáo hội Công giáo La Mã ở Pháp. Tòa Tổng giám mục nằm ở thành phố Marseille, và giáo phận bao gồm quận của thành phố Marseille, một phân khu của bộ phận Bouches-du-Rhône ở Vùng Provence-Alpes-Côteanswerzur.